# Valpolicella

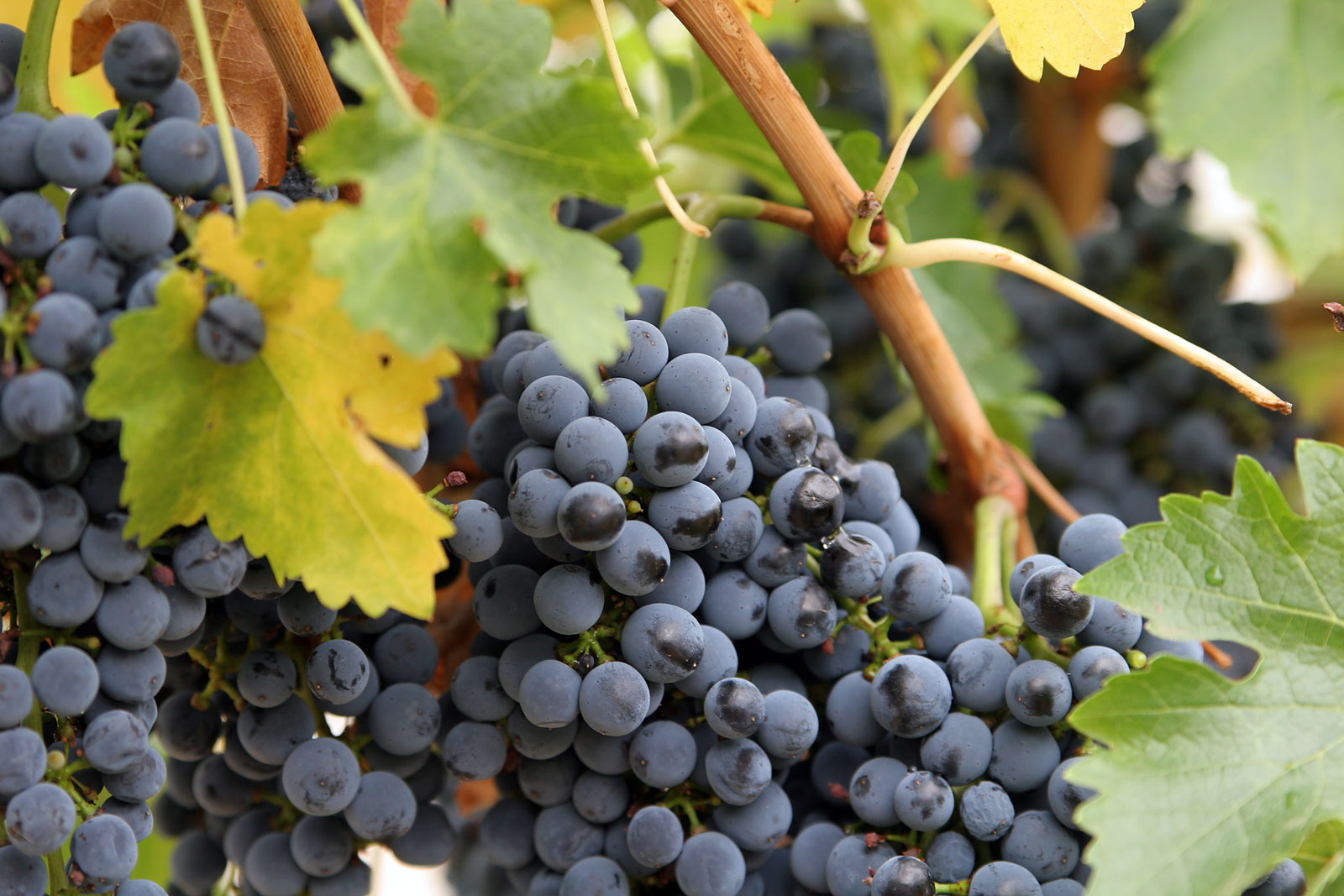
Vindruvor i mognad

Valpolicella är ett område i den italienska provinsen Verona, öster om Gardasjön. Den bergiga regionen är känd för jordbruk och marmorbrytning och områdena norr om floden Adige är kända för sin vinproduktion. "Valpolicella" är nämnt i urkunderna från 1100-talet där två dalgångar kämpade för självständighet. Ordets etymologi är inte helt utredd, men det kan härstamma från latinet för 'dalen med vinkällare'. Valpolicella består av sju kommuner; Pescantina, San Pietro in Cariano, Negrar, Marano, Fumane, Sant’Ambrogio och Sant’Anna d’Alfaedo. 

## Vintyper
Idag är Valpolicellas ekonomi starkt baserad på vinproduktion, särskilt vinerna Amarone och Ripasso vilket är kraftiga och fylliga viner gjorda på delvis torkade druvor (sk Passito). Recioto är söta viner, även de producerade på torkade druvor. Det produceras även stora mängder viner under benämningen Valpolicella eller Valpolicella Classico vilka är lite mjukare och lättare än de förstnämnda. Slutligen finns Valpolicella Superiore som karaktäriseras av en något högre alkoholhalt och lite lägre syra än de vanliga Valpolicella, och även måste lagras minst ett år.

## Vinområden
Valpolicellas mest kända vinområden är:
- Fumane (längst västerut) - doftrika, runda, komplexa och medelfylliga viner.
- Marano (centralt) - intensiva, fylliga, aromatiska och eleganta viner.
- Negrar (österut) - eleganta, strama och välstrukturerade viner.
- Grezzana (längst österut)

## Druvor
De vanligaste druvorna i vin från Valpolicella är 
- Corvina (Corvina Veronese)
- Rondinella
- Molinara

## Producenter
Några kända producenter i Valpolicella är
- Allegrini
- Baltieri
- Bolla -Traditionell Amarone
- Bertani - Traditionell Amarone Classico mm.
- Brigaldara
- Masi
- Musella
- Pasqua
- Quintarelli
- Sartori
- Tenuta Sant Antonio
- Tommasi
- Viviani
- Villa Caplêt
- Zenato
- Zonin